# Vieux Port de Cayenne
 (mars 2025).
Pour les articles homonymes, voir Vieux-Port.
Le Vieux Port de Cayenne (communément appelée Vieux Port) est le port historique de la ville de Cayenne, chef-lieu de la région française de Guyane.

## Situation
Il se trouve au nord-ouest de la ville, sur la berge nord de la rivière de Cayenne.

## Historique
Arrivé à saturation, il a été remplacé par le port de Dégrad des Cannes, construit en 1974, situées dans la commune voisine de Remire-Montjoly.